# Charles Storm
Charles Wedzell Storm (Lexington (Kentucky), 23 december 1877 – Lexington (Kentucky), 24 mei 1965) was een Amerikaans componist, dirigent en kornettist.

## Levensloop
Storm behoorde verschillende Circus-kapellen aan. Een hoogtepunt was zekerlijk, dat hij lid werd van het befaamde harmonieorkest van John Sousa. In 1920 stichtte hij in Lexington, Kentucky, een eigen harmonieorkest. Als componist schreef hij vooral marsen en dansen voor dit medium.

## Composities
- Big Brass Band From Brazil
- Evan's Triumphal
- Hagenbeck-Wallace Grand Entry
- Mound City Convention
- Oleiks Temple
- Parade of Gold
- Rhoda Royal
- Silias Trombonishes
- The Bandmaster, mars
- The Politician
- The Triple Crown
- Under The Big Top

- Library of Congress Control Number: no2011094391
- Virtual International Authority File: 171450089
- WorldCat: E39PBJjRT7MJvtQCmwJRJrgqcP